# ما الأحلام التي ربما تأتي (فلم)
ما الأحلام التي ربما تأتي (بالإنجليزية: What Dreams May Come) هو فيلم فنتازيا ودراما أمريكي من إخراج فنسنت وارد سنة 1998، وبطولة كل من روبن ويليامس وأنابيلا سكيورا وكوبا غودينغ جونير. سيناريو الفيلم مقتبس من رواية بنفس الاسم للكاتب الأمريكي ريتشارد ماثيسون.
فاز الفيلم بجائزة الأوسكار لأفضل تأثيرات بصرية، وجائزة نقابة مخرجي الفن للتميز في تصميم الإنتاج. تم ترشيحه أيضًا لجائزة الأوسكار لأفضل تصميم إنتاج.

## القصة
يلتقي الطبيب (كريس نيلسون) بالسيدة (آني) فيدرك أنها نصفه الآخر، وبالفعل يقعان في حب بعضهما البعض، ويتزوجان وينجبان ويعيشان في سعادة، حتى يتسبب حادث سيارة في تحطيم كل شيء بوفاة الطفلين. ولا يتوقف الأمر، فبعد أربعة أعوام من وفاة الأبناء يلقى (كريس) مصرعه في حادث آخر، ليجتمع بأبنائه في النعيم، ولكن ما يُنغّص سعادة (كريس) هو غياب زوجته التي يعلم بأنها قد أقدمت على الانتحار.

## روابط خارجية
- مقالات تستعمل روابط فنية بلا صلة مع ويكي بيانات